# Los Angeles Raiders 1984
La stagione 1984 dei Los Angeles Raiders è stata la 15ª della franchigia nella National Football League, la 25ª complessiva e la terza di tredici a Los Angeles. La squadra si presentò all'inizio della stagione come campione in carica, terminando con un record di 11-5. Malgrado il terzo posto nella division riuscì ad ottenere una wild card per i playoff, dove fu subito eliminata dai Seattle Seahawks.

## Scelte nel Draft 1984
| Scelte dei Raiders nel Draft 1984 |        |                  |       |                  |
| Giro                              | Scelta | Giocatore        | Ruolo | College          |
| 2                                 | 51     | Sean Jones       | DE    | Northeastern     |
| 3                                 | 84     | Joe McCall       | RB    | Pittsburgh       |
| 5                                 | 127    | Andy Parker      | TE    | Utah             |
| 6                                 | 168    | Stacey Toran     | DB    | Notre Dame       |
| 7                                 | 183    | Mitch Willis     | NT    | SMU              |
| 8                                 | 224    | Sam Seale        | DB    | Western St. (CO) |
| 11                                | 282    | Gardner Williams | DB    | St. Mary's (CA)  |
| 12                                | 336    | Randy Essington  | QB    | Colorado         |

## Roster
| Roster dei Los Angeles Raiders nel 1984 |
| --- |
| Quarterback - 16 Jim Plunkett - 6 Marc Wilson Running Back - 32 Marcus Allen - 27 Frank Hawkins - 33 Kenny King - 28 Cleo Montgomery - 34 Greg Pruitt Wide Receiver - 21 Cliff Branch - 85 Dokie Williams Tight End - 46 Todd Christensen - 81 Andy Parker Offensive Linemen - 50 Dave Dalby C - 79 Bruce Davis T - 73 Charley Hannah G - 70 Henry Lawrence T - 60 Curt Marsh G - 65 Mickey Marvin G - 72 Don Mosebar C Defensive Linemen - 77 Lyle Alzado DE - 99 Sean Jones DE - 62 Reggie Kinlaw NT - 75 Howie Long DE - 71 Bill Pickel NT - 93 Greg Townsend DE Linebacker - 53 Rod Martin - 55 Matt Millen - 51 Bob Nelson - 58 Jack Squirek - 91 Brad Van Pelt Defensive Back - 36 Mike Davis SS - 45 James Davis SS - 37 Lester Hayes CB - 22 Mike Haynes CB - 26 Vann McElroy FS - 23 Odis McKinney SS Special Team - 10 Chris Bahr K - 8 Ray Guy P |
| Legenda - I rookie sono in corsivo. - Il primo ruolo è il principale mentre gli eventuali successivi indicano i ruoli secondari. - (IR) sta per Injured Reserve ed indica la lista ristretta per un solo giocatore infortunato che può tornare ad allenarsi dopo la settimana 6 e a rientrare in prima squadra dopo che questa ha giocato 8 partite. - (NF-Inj.) / (NF-Ill.) stanno rispettivamente per Non-Football Injured e Non-Football Illness ed indicano le liste dove viene inserito un giocatore che ha un infortunio o una malattia non dipendente dal football americano. - (PUP) sta per Physically Unable to Perform ed indica la lista dove viene inserito un giocatore mentre è in attesa di recuperare la condizione fisica. Nella stagione regolare dopo la sesta partita giocata dalla propria squadra, il giocatore ha tempo tre settimane per riprendere ad allenarsi, più tre settimane aggiuntive dal suo rientro agli allenamenti per rientrare in prima squadra. |

## Calendario
| Stagione regolare |                       |           |
| Turno             | Avversario            | Risultato |
| 1                 | at Houston Oilers     | V 24–14   |
| 2                 | Green Bay Packers     | V 28–7    |
| 3                 | at Kansas City Chiefs | V 22–20   |
| 4                 | San Diego Chargers    | V 33–30   |
| 5                 | at Denver Broncos     | S 16–13   |
| 6                 | Seattle Seahawks      | V 28–14   |
| 7                 | Minnesota Vikings     | V 23–20   |
| 8                 | at San Diego Chargers | V 44–37   |
| 9                 | Denver Broncos        | S 22–19   |
| 10                | at Chicago Bears      | S 17–6    |
| 11                | at Seattle Seahawks   | S 17–14   |
| 12                | Kansas City Chiefs    | V 17–7    |
| 13                | Indianapolis Colts    | V 21–7    |
| 14                | at Miami Dolphins     | V 45–34   |
| 15                | at Detroit Lions      | V 24–3    |
| 16                | Pittsburgh Steelers   | S 13–7    |

### Playoff
| Playoff   |                  |                     |           |
| Turno     | Data             | Avversario          | Risultato |
| Wild Card | 22 dicembre 1984 | at Seattle Seahawks | S 13–7    |

## Classifiche
| AFC West Division      |    |   |   |      |     |      |     |     |     |
|                        | V  | S | P | %    | DIV | CONF | PF  | PS  | STR |
| Denver Broncos(2)      | 13 | 3 | 0 | .813 | 6–2 | 10–2 | 353 | 241 | W2  |
| Seattle Seahawks(4)    | 12 | 4 | 0 | .750 | 5–3 | 8–4  | 418 | 282 | L2  |
| Los Angeles Raiders(5) | 11 | 5 | 0 | .688 | 5–3 | 8–4  | 368 | 278 | L1  |
| Kansas City Chiefs     | 8  | 8 | 0 | .500 | 4–4 | 7–7  | 314 | 324 | W3  |
| San Diego Chargers     | 7  | 9 | 0 | .438 | 0–8 | 3–9  | 394 | 413 | L2  |